# The Deluge
The Deluge è il quinto album dei Manilla Road, pubblicato nel 1986 dalla Black Dragon Records.

## Tracce
1. Dementia – 3:09
2. Shadow in the Black – 5:22
3. Divine Victim – 3:09
4. Hammer of the Witches – 2:41
5. Morbid Tabernacle – 1:53
6. Isle of the Dead – 2:53
7. Taken by Storm – 3:19
8. The Deluge – 8:13
9. Friction in Mass – 6:27
10. Rest in Pieces – 1:51

## Formazione
- Mark Shelton - voce e chitarra
- Scott Park - basso
- Randy Foxe - batteria